# Старик Олександр Несторович
Стари́к Олександр Несторович (*7 січня 1938, село Хлистунівка — †22 липня 2009, місто Подольськ) — український педагог та письменник, близький до шестидесятників.

## Біографія
Народився Олександр Несторович у селі Хлистунівка Городищенського району нині Черкаської області у селянській родині. Його батько, Нестор Лавринович, служив у Литві, де одружився із полькою Юзефою, майбутньою матір'ю Олександра. Її у родині називали просто Вірою. Через бандитські «розбірки» у селі, уся родина Стариків виїхала до Сибіру. Брати Василь та Омелько там і залишились, а Нестор повернувся до рідного села. Сім'я у нього була великою, він мав 6 дітей: Євген (1914 р.н.), Михайло (1918 р.н.), Ольга (1926 р.н.), Зіна (1928 р.н.), Віра (1936 р.н.) та Олександр (1938 р.н.).
Після закінчення Другої світової війни 1945 року Олександр пішов до Хлитунівської школи, яку закінчив 1952 року. Потім вчився у сусідньому В'язівку, захоплювався історією. Вже у школі почав малювати та писати перші свої твори — оповідання та новели. Через рік після закінчення школи, Олександр йде за призовом до армії, де служив телеграфістом. 1961 року був демобілізований, повернувся до рідного села. 1962 року вступає до Черкаського педагогічного інституту на філологічний факультет. Студентом стає членом Черкаського літературного об'єднання. Друкується у місцевих газетах «Молодь Черкащини» та «Черкаська правда». Особисто знайомиться із Василем Симоненком та Валерієм Кравцем. Пізніше, в одному з листів Василь Симоненко напише: «Пам'ятаю твою „Синичку“ в „Черкаській правді“, Сашко. Надіюсь ще й на щось орлине!».
Ще студентом одружився з Катериною Дудник із Хлистунівки, 1965 року у них народився син Михайло, а 1973 року — донька Таїсія. Син живе у рідному селі, брав участь у ліквідації наслідків вибуху на ЧАЕС, донька ж працює педагогом у Вишгороді. Після закінчення інституту Олександр працював учителем на Донеччині. Але там недолюблювали україномовних, тому він повернувся на малу батьківщину, де працював у Воронівській школі. Вступив до кінознавчого факультету Київського інституту театрального мистецтва, його однокурсником був відомий режисер-мультиплікатор Олександр Татарський. Вів активне листування з черкаськими письменниками Миколою Негодою, Василем Захарченком, Сергієм Носанем, журналістом Віктором Сироватським, кінодокументалістом В. С. Рябунцем, листувався також із Василем Симоненком та найбільше із Валерієм Кравцем. Останній навіть мріяв опублікувати листування після 36 років активного листування.
У середині 1980-их років Олександра звинуватили у побитті учениці, його вигнали зі школи. Але він шукав роботу учителя в інших школах області. 1986 року померла його дружина, односельчанин запропонував Олександру переїхати під Москву у Подольськ, де жила сестра його дружини. Там друкувався у місцевій газеті «Подольский рабочий». Але серце письменника лежало до рідного краю:
|  | Тіло моє серед москалів, а душа там, в Хлистунівочці. Там і відпочиває душа. Там є де і з вудкою посидіти. |

1989 року вдруге одружився, дружина Надія Вадимівна працювала стенографістом у Центральному банку Росії у Москві. 2009 року Олександр Несторович помер, його прах дружина привезла до України і похоронила у рідному селі Хлистунівка.

## Творчість
Перші свої твори Олександр Несторович написав ще у школі — роман «Країна Урарту» (1953). Під час навчання у Київському театральному інституті написав кіносценарії «Женці» та «Клякса». 1984 року у газеті «Молодь Черкащини» була опублікована його повість «А ще сонце не заходило».
Про творчість Олександра Старика схильно відгукувались усі знайомі, але через його націоналістичні переконання опублікувати твори вище місцевих газет так і не судилось. Були навіть підготовлені повісті до видавництва «Радянський письменник», а журнал «Донбас» замовив письменнику декілька творів, але так і не видав їх. Це були повість «Бідовий хлопець», оповідання «Здрастуй, сер!», «Шаплик» та «Гуля».
В останні роки життя не полишав творчості, писав новели, повісті, оповідання. Серед них повісті «Конвалії», «Червоне колесо», «Моя Вигранка», «Пояснювальна записка», п'єса «Аврал», казка «На вербі груші», збірка з понад 60 віршів «Поетичні екзерсиси», 58 оповідань та новел, 8 щоденників.